# Winston (manzana)
Winston es una  variedad cultivar de manzano (Malus domestica). 
Un híbrido del cruce de Cox's Orange Pippin x Worcester Pearmain. Criado en 1920 por William Pope en Welford Park, Berkshire, Inglaterra. Introducido (como 'Winter King') en 1935. Renombrado 'Winston' en 1944. Recibió el Premio al Mérito de la Royal Horticultural Society (Sociedad Real de Horticultura) en 1944. Las frutas tienen una pulpa firme, de textura fina y jugosa con un sabor dulce y aromático. Muy resistente a la sarna del manzano y al cancro.

## Sinonimia
- "Cox d'Hiver",
- "Winter King",
- "Winston (LA)",
- "Wintercheer".

## Historia
'Winston' es una variedad de manzana, híbrido del cruce de Cox's Orange Pippin x Worcester Pearmain. Desarrollado y criado a partir de 'Cox's Orange Pippin' mediante una polinización por la variedad 'Worcester Pearmain', por William Pope en Welford Park, Berkshire, Inglaterra, (Reino Unido) a principios del siglo XX en 1920 y presentado por ellos en 1935 como 'Winter King'. Recibió el Premio al Mérito de la Royal Horticultural Society (Sociedad Real de Horticultura) en 1944 ya renombrada como 'Winston'.
'Winston' se cultiva en la National Fruit Collection con el número de accesión: 1974-410 y Accession name: Winston (LA).

## Características
'Winston' árbol de extensión erguida, de vigor moderadamente vigoroso, da frutos en espuelas, precoz; tiene una tendencia a vecería, creando frutos pequeños y necesita ser aclarado en el momento del cuajado para que los frutos adquieran un buen tamaño. Tiene un tiempo de floración que comienza a partir del 8 de mayo con el 10% de floración, para el 14 de mayo tiene una floración completa (80%), y para el 22 de mayo tiene un 90% caída de pétalos.
'Winston' tiene una talla de fruto medio; forma globosa cónica; con nervaduras débiles, y corona débil; epidermis con color de fondo verde amarillo, con un sobre color rojo brillante, importancia del sobre color alto, y patrón del sobre color rayas de rojo más oscuro y rotas, "russeting" (pardeamiento áspero superficial que presentan algunas variedades) muy bajo; la piel con abundantes lenticelas de color medio claro; ojo de tamaño grande y abierto, ubicado en una cuenca profunda y moderadamente estrecha que a menudo tiene nervaduras; pedúnculo corto y robusto, colocado en una cavidad profunda y estrecha; carne es de color blanco a verde pálido, de grano fino y firme. Sabor jugoso y dulce, fuerte, aromático, con matices a nuez.
Su tiempo de recogida de cosecha se inicia a principios de octubre. Cultiva de forma abundante y fiable anualmente. Se mantiene cinco meses en cámara frigoríficas. Las manzanas almacenadas van a volverse más dulces y aromáticas.

## Usos
Una buena manzana de uso de postre fresca en mesa. También hace un jugo sabroso y refrescante.

## Ploidismo
Diploide, auto estéril. Grupo de polinización: D, Día 13.